# Babel (álbum)
Babel é o segundo álbum de estúdio da banda britânica Mumford & Sons, lançado em 21 de Setembro de 2012 através da Island Records. O disco estreou na primeira posição da tabela musical Billboard 200 dos Estados Unidos, com 600 mil cópias vendidas segundo a Nielsen SoundScan.
Foi eleito o Álbum do Ano no 55º Grammy Awards em 2013.

## Faixas
Todas as faixas escritas e compostas por Ted Dwane, Ben Lovett, Marcus Mumford e Winston Marshall. 
| CD             |                        |         |  |
| N.º            | Título                 | Duração |  |
| 1.             | "Babel"                | 3:29    |  |
| 2.             | "Whispers in the Dark" | 3:15    |  |
| 3.             | "I Will Wait"          | 4:36    |  |
| 4.             | "Holland Road"         | 4:13    |  |
| 5.             | "Ghosts That We Knew"  | 5:39    |  |
| 6.             | "Lover of the Light"   | 5:14    |  |
| 7.             | "Lovers' Eyes"         | 5:21    |  |
| 8.             | "Reminder"             | 2:04    |  |
| 9.             | "Hopeless Wanderer"    | 5:07    |  |
| 10.            | "Broken Crown"         | 4:16    |  |
| 11.            | "Below My Feet"        | 4:52    |  |
| 12.            | "Not With Haste"       | 4:07    |  |
| Duração total: | Duração total:         | 52:17   |  |

## Paradas musicais
| Paradas (2012-13)                   | Melhor posição |
| ----------------------------------- | -------------- |
| Alemanha (Media Control)            | 2              |
| Austrália (ARIA Charts)             | 2              |
| Áustria (Ö3 Austria Top 40)         | 2              |
| Bélgica (Ultratop 50)               | 2              |
| Canadá (Canadian Albums Chart)      | 1              |
| Dinamarca (Hitlisten)               | 4              |
| Países Baixos (MegaCharts)          | 1              |
| Espanha (PROMUSICAE)                | 12             |
| Finlândia (Suomen virallinen lista) | 19             |
| Irlanda (Irish Albums Chart)        | 1              |
| Nova Zelândia (RIANZ)               | 1              |
| Noruega (VG-lista)                  | 1              |
| Suécia (Sverigetopplistan)          | 4              |
| Suíça (Schweizer Hitparade)         | 2              |
| Reino Unido (UK Albums Chart)       | 1              |
| Estados Unidos (Billboard 200)      | 1              |

### Certificações
| País           | Certificador | Certificação |
| -------------- | ------------ | ------------ |
| Alemanha       | BVMI         | Platina      |
| Austrália      | ARIA         | 3× Platina   |
| Canadá         | MC           | 5× Platina   |
| Nova Zelândia  | RIANZ        | 2× Platina   |
| Estados Unidos | RIAA         | 2× Platina   |
| Reino Unido    | BPI          | 3× Platina   |